# Saint George's
Saint George's är huvudstaden i Grenada. Den har 39 000 invånare (2018).
Staden är belägen på Grenadas sydvästra kust. Från stadens hamn exporteras kakao och bananer, andra viktiga inkomstkällor är socker- och romtillverkning. Även turismen har på senare tid blivit allt viktigare. I Saint George's finns även ett universitet.
Staden är byggd på platsen för en fransk bosättning från 1650.